# Val-de-loire (IGP)
Le val-de-loire, anciennement appelé vin de pays du jardin de la France de 1981 à 2007, puis renommé vin de pays du val de Loire jusqu'en 2009, est un vin français d'indication géographique protégée régionale (le nouveau nom des vins de pays) produit sur l'ensemble du vignoble de la vallée de la Loire.

## Histoire

### De l'Antiquité au Moyen Âge
Ce sont les Romains qui ont apporté la vigne dans la région du Pays nantais, il y a deux mille ans. C'est au IVe siècle que la vigne se propage sous l'impulsion de saint Martin et ses disciples. Au Xe siècle, grâce au développement des voies de communication, les vignobles de la Loire se développent. En Pays nantais, les ducs de Bretagne ont contribué à développer le vignoble, notamment à travers l'apport de certains cépages comme le berligou ou pinot noir par le duc François II. Lorsque Henri II, comte d'Anjou, accéda au trône d'Angleterre en 1154, le vignoble angevin connut un véritable essor,.

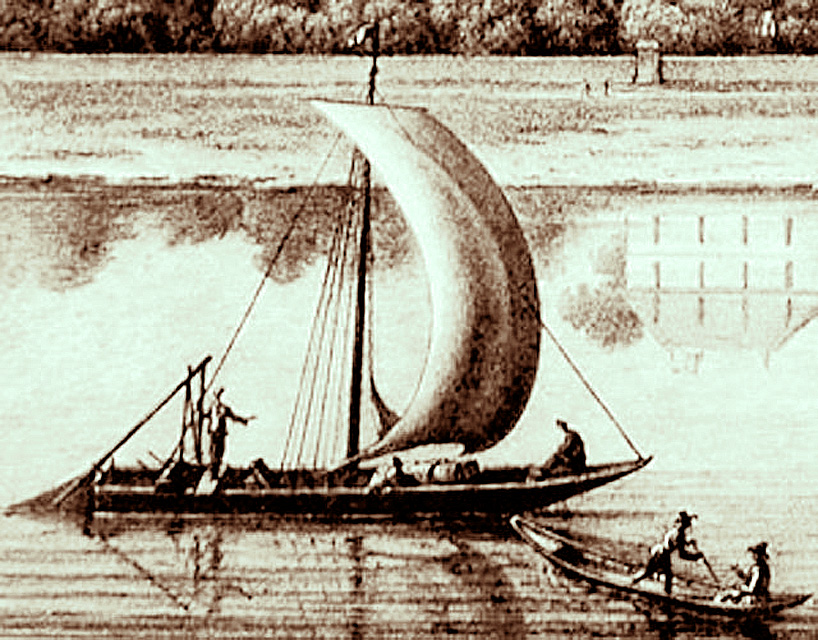
Scute transportant du vin sur la Loire

Du Moyen Âge au XVe siècle, les vignobles autour d'Angers, de Saumur et d'Orléans sont en pleine expansion grâce à l'action de la bourgeoisie. Jouissant d’une antériorité ancienne, la notoriété des vins du Val de Loire s’appuie également sur les échanges commerciaux facilités par la navigation fluviale. La Loire est un formidable moyen de circulation qui favorise l’existence des vignobles qui la borde et le commerce des vins. À Orléans, l'élaboration du vinaigre remonte au Moyen Âge. La Loire étant navigable, les vins voyageaient par bateaux. Lorsqu'ils avaient "piqué", ils étaient déchargés à Orléans où les vinaigriers les transformaient en vinaigre. Celui-ci jouissait d'une excellente réputation et Orléans devint la capitale du vinaigre de vin. Ce vinaigre est transformé en vinaigre en 3 semaines dans des tonneaux appelés "vaisseaux" et élevé durant 6 mois dans d'autres fûts en chêne. Les vins de Loire connurent un nouveau développement quand François Ier autorisa en 1532 les États de Bretagne à maintenir, sur leur frontière d'Ingrandes vers Nantes, un droit de commerce avec l'étranger.

### Période moderne
En 1577, un arrêt du parlement de Paris obligea les marchands de vins à s'approvisionner à quelque quatre-vingts kilomètres de la capitale, provoquant le développement d'une viticulture de masse vers Orléans, Blois, la vallée du Cher ainsi que la Sologne.
Développée par Colbert, ministre de Louis XIV qui y fit planter le bois des futurs vaisseaux de la Royale, la forêt de Tronçais, qui s’étend au cœur de l'Allier, est célèbre pour la qualité de ses chênes, appréciée dans le monde entier pour la fabrication de tonneaux. Pour les tonneliers, ce bois serré et régulier permet de fabriquer des barriques d’une exceptionnelle qualité. Il provient du chêne pédonculé (ou chêne rouvre) qui donne un boisé moins aromatique, plus tannique, bien adapté à l'élevage des vins rouges charpentés et aux vins de garde.
Le terrible hiver de 1709 ravagea des plants de vignes de la région nantaise, par la suite le cépage nommé melon fut introduit dans cette région viticole car plus résistant au froid. À partir de 1789, la Révolution française eut des effets néfastes sur les vignobles angevin et nantais, à travers les guerres de Vendée, les troupes du général Turreau pratiquant la politique de la terre brûlée.

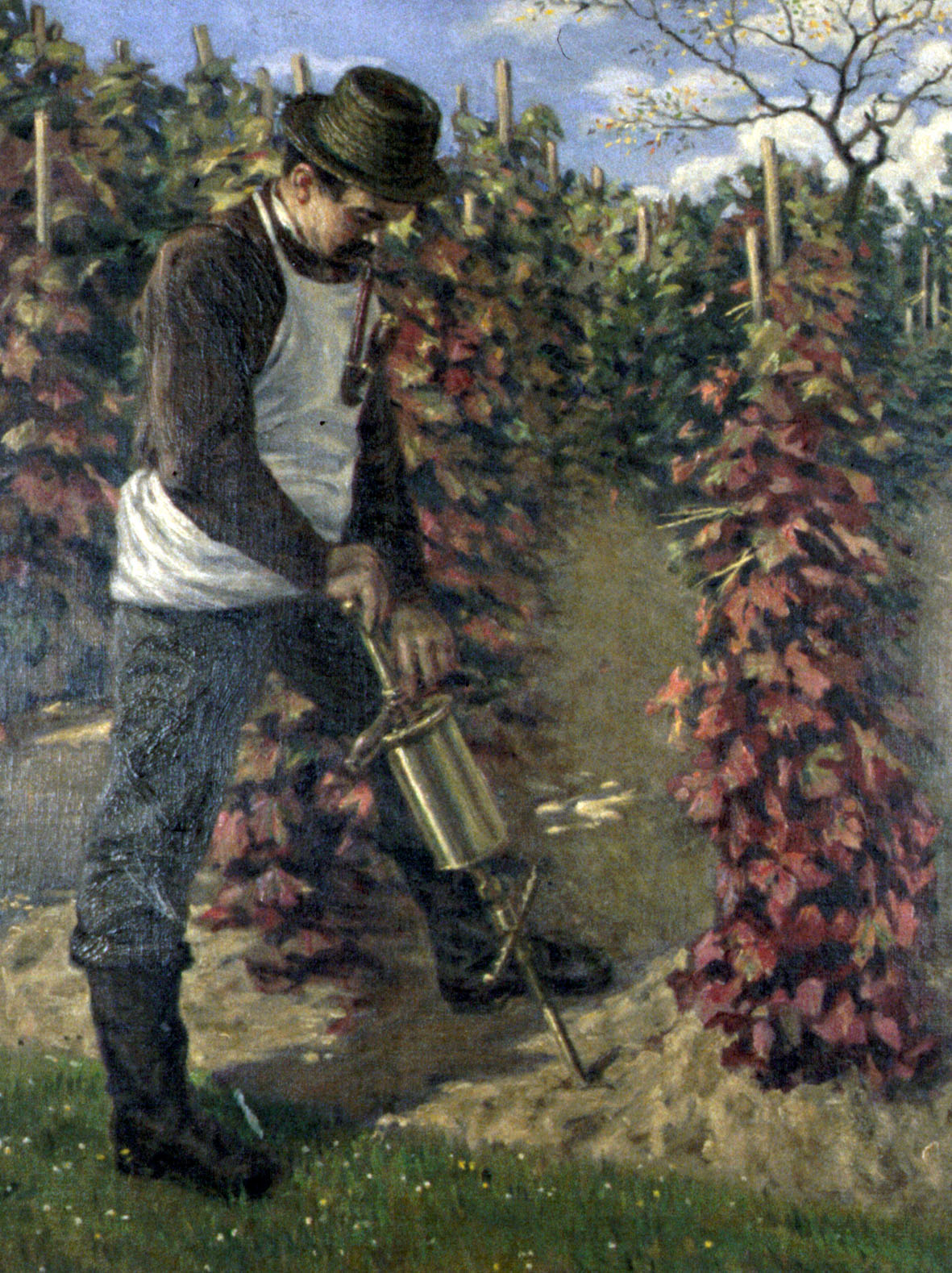
Traitement du phylloxéra au sulfure de carbone en 1904

Au XIXe siècle, l'arrivée du chemin de fer mit les viticulteurs de la Loire face à la concurrence des vins du Midi, certains considérèrent qu'il leur fallait délaisser les gros volumes pour se tourner vers une production de qualité. Mais l'apparition du phylloxéra toucha durement le vignoble à la fin du XIXe siècle.En 1865, quelques pieds de vignes se dessèchent mystérieusement dans le midi de la France. En 1873, on constate la contamination de l’ensemble du Midi provençal, le Bordelais et la Charente sont touchés. Rapidement les viticulteurs constatent que nul traitement est efficace et qu'il y a danger pour les 2,5 millions d’hectares de vignes qui existent en France. De plus, il fait suite à l’oïdium en 1830, une maladie cryptogamique qui a causé des dégâts considérables. En 1880, c'est le tour ds vignobles du Val de Loire. Pour lutter contre cet insecte, on imagine tout : submersion hivernale des vignes pour noyer le puceron ; plantation dans les sables qui lui font obstacle (que 3 % du vignoble). Pour les grands vignobles, on tente des traitements à base de sulfure de carbone qui se révèlent non efficaces et ruineux. Puis à partir de 1877, le vignoble est reconstitué avec des plants américains résistants au puceron. Le Val de Loire va les utiliser bien que les premières récoltes soient décevantes, le vin a un goût particulièrement désagréable qu’on qualifiera de foxé. La solution viendra du greffage des variétés européennes sur des pieds américains résistants. La reconstitution du vignoble se fit jusqu'en 1900 grâce à des encouragements fiscaux et à la formation de coopératives. Mais tout a changé puisqu'on constate une diminution des surfaces (réduite à 1,6 million d’ha), avec des vignobles qui vont disparaître comme celles du nord-ouest ou du centre. De la pénurie pendant près de trente ans, on passa vite à la surproduction et à la mévente des vins.

### Période contemporaine

Travail de la vigne en Val de Loire au début du XXe siècle
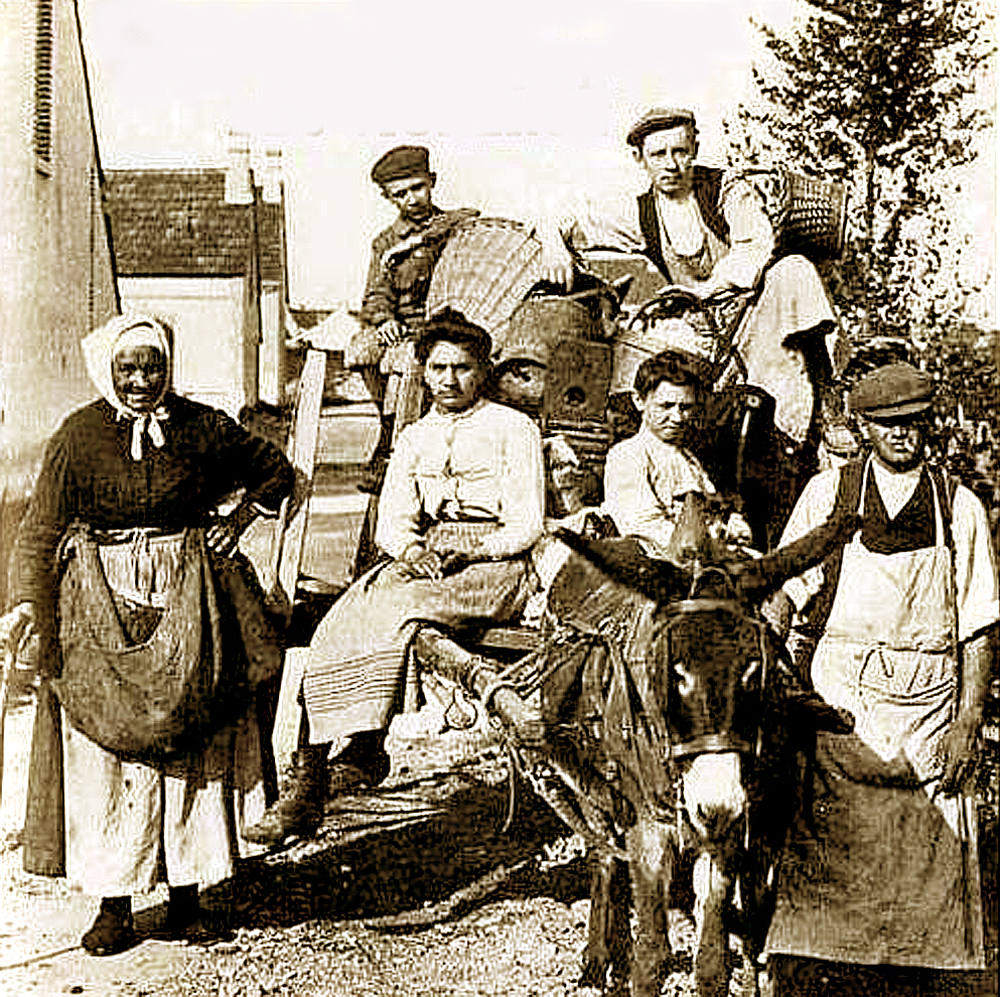
Retour des vignes
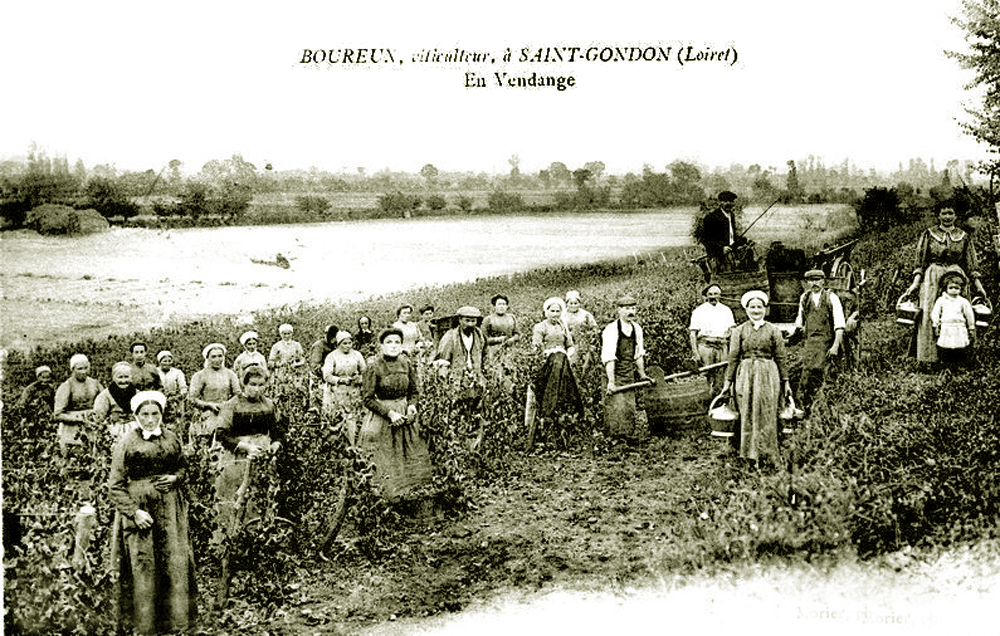
Vendanges dans le Loiret
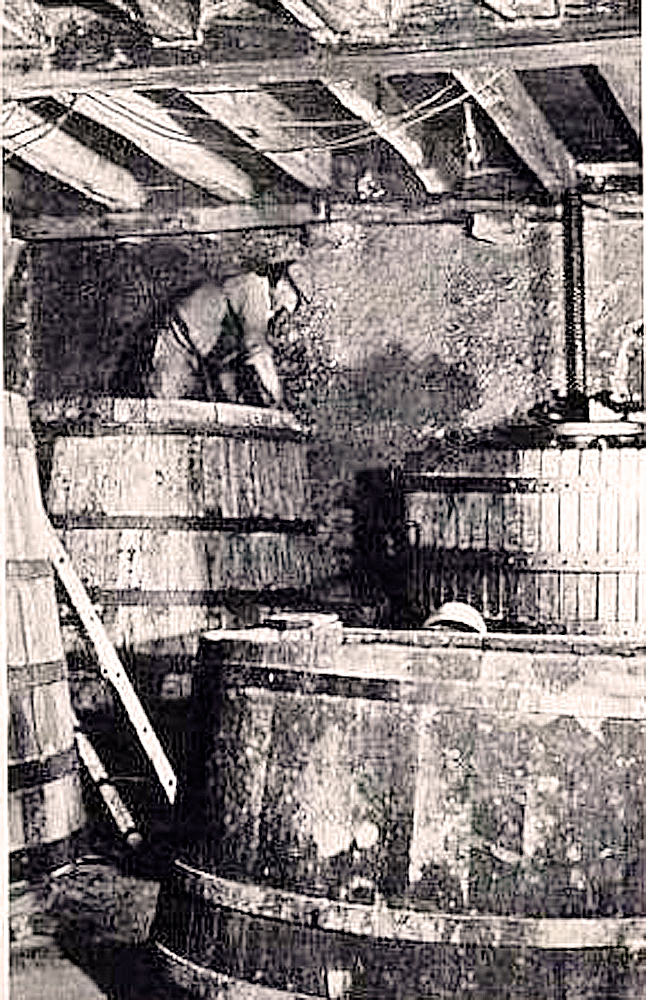
Foulage aux pieds

Les vignerons de cette région ont su conserver leur identité et leur tradition viticole. Un savoir-faire ancien qui à partir des années 1950 a permis le développement de centres de recherches scientifiques et techniques spécialisés (INRA, ITV), et d’enseignements viticoles supérieurs au service la viticulture et l'élaboration du vin sur l'axe ligérien.
Pour les vins de qualité qui n'étaient pas issus des terroirs retenus pour les différentes AOC, le décret du 16 novembre 1981 créa le label vin de pays régional dans le bassin de la Loire qui fut dénommé Vin de Pays du Jardin de la France,. Ces vins de pays, par le décret du 12 mai 2007 ont été rebaptisés Vin de Pays du Val de Loire,.
Un décret européen, depuis août 2009, ayant inclus le label vin de pays dans celui des IGP (Indication géographique protégée), le Val de Loire IGP a été créé,. C'est un signe officiel de la qualité, reconnu au niveau européen, qui récompense le résultat des recherches et le niveau de formation des professionnels locaux qui ont su donner une impulsion aux vins de l’IGP val-de-loire.

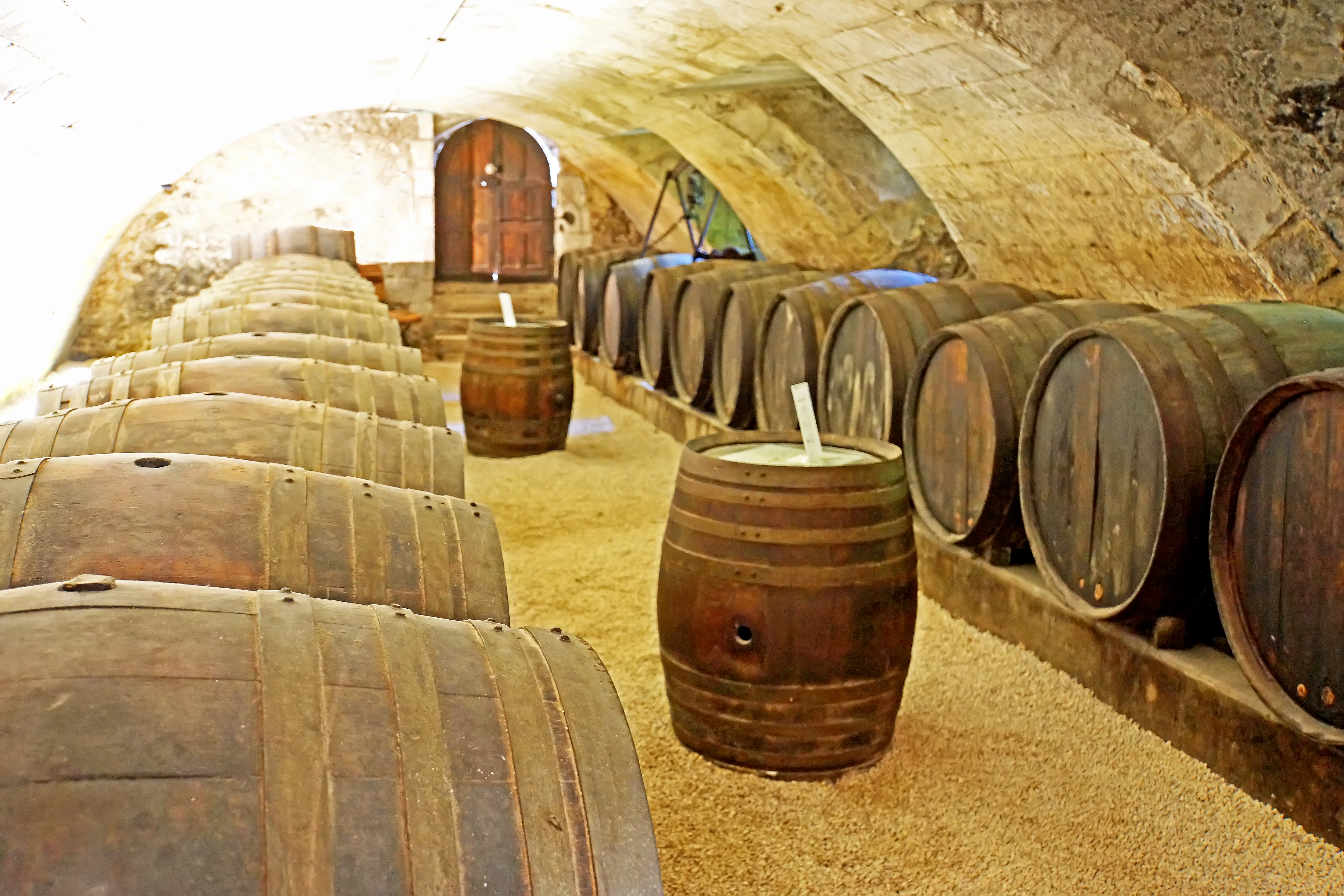
Cave en Val de Loire

Lors de son assemblée générale de 2012, le Syndicat des vins de pays du Val de Loire a appelé les viticulteurs à continuer à produire de l’IGP val-de-loire. En effet, de 500 000 à 600 000 hectolitres il y a moins de dix ans, ces vins labellisés sont passés à moins de 300 000 hectolitres. Le volume produit au cours de la campagne 2011, plafonnait à 285 000 hectolitres qui a été commercialisé à parts égales entre le négoce et la vente directe. Soit en tout par 1 360 opérateurs répartis sur quatorze départements mais essentiellement concentrés pour les trois-quarts en Loire-Atlantique, Maine-et-Loire et Loir-et-Cher. Pour faire face à cette situation, le Syndicat du Val de Loire veut remobiliser ses adhérents et c'est dans ce cadre qu'il a cofinancé une étude lancée par Inter IGP qui regroupe les producteurs du Pays d’Oc, du Sud-Ouest, du Sud-Est et de la Loire. Cette enquête doit dégagé des points de convergences entre les besoins des consommateurs et les vins élaborés par les producteurs. Un des axes privilégiés reste le développement de l'œno-tourisme dans cette région qui possède un patrimoine historique important et qui est classée au patrimoine mondial de l’Unesco.

## Géographie

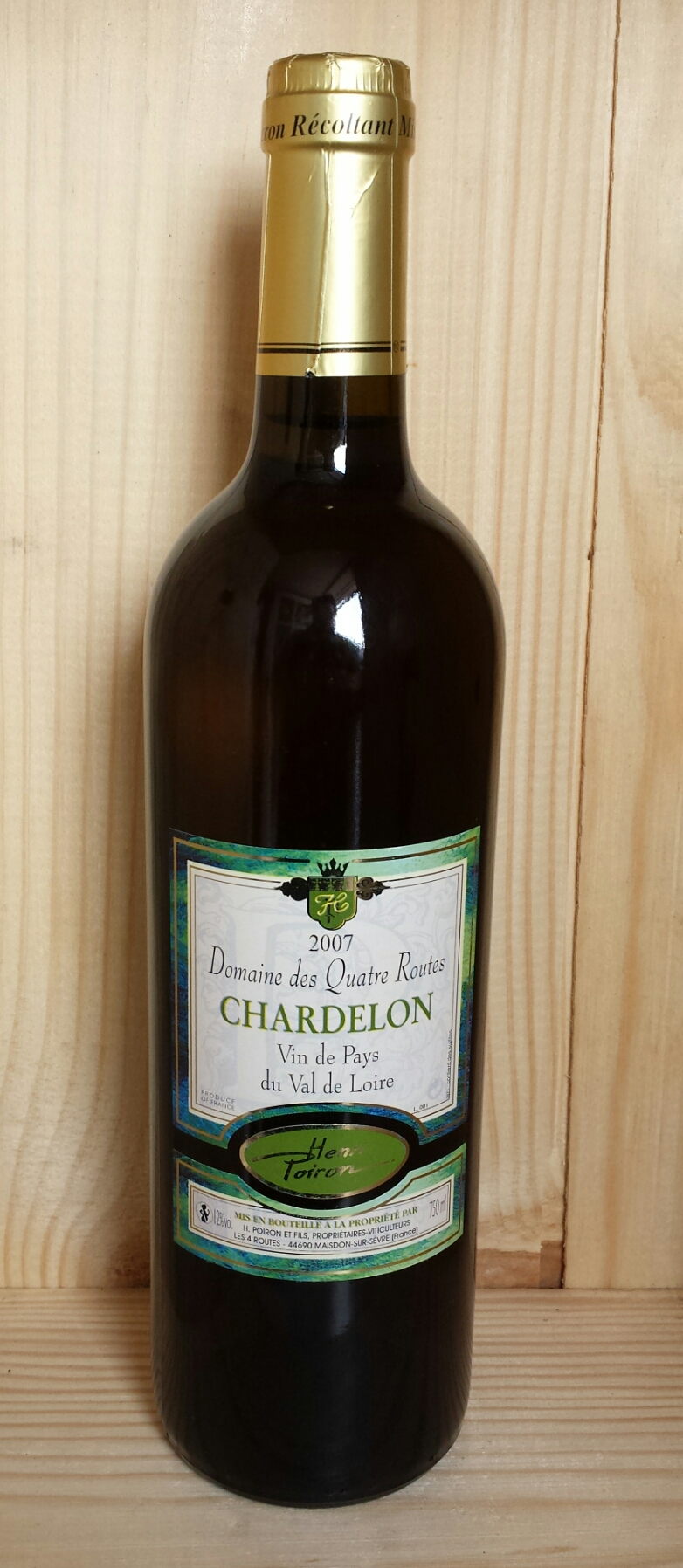
IGP val-de-loire Domaine des Quatre Routes

C'est l'une des six IGP régionales de France.
1. : IGP Atlantique
2. : IGP Comté Tolosan (Bigorre, Cantal, Coteaux et Terrasses de Montauban, Haute-Garonne, Tarn-et-Garonne)
3. : IGP Comtés Rhodaniens
4. : IGP Méditerranée (Comté de Grignan, Coteaux de Montélimar)
5. : IGP Pays d’Oc
6. : IGP Val de Loire (Allier, Cher, Indre, Indre-et-Loire, Loir-et-Cher, Loire-Atlantique, Loiret, Maine-et-Loire, Marches de Bretagne, Nièvre, Pays de Retz, Sarthe, Vendée, Deux-Sèvres et Vienne)[15].

L'aire géographique de l'IGP suit le cours de la Loire sur environ 560 kilomètres, elle s'étire de l'Auvergne jusqu'à l'océan Atlantique, traversant Orléans, elle sert d'écrin aux châteaux de la Loire, avant d'atteindre Nantes, les bourrines vendéennes et le marais poitevin.

### Orographie et géologie
Ce terroir légèrement vallonné et très varié, est constitué de sols sableux, crayeux, de tuffeau, de terres argilo-calcaires, de sols schisteux, gréseux, granitiques et de graves,. Il permet aux viticulteurs de produire des vins IGP qui ont un style rappelant celui des appellations AOC de la Loire.

### Climat
Le Val de Loire bénéficie d'un climat tempéré-océanique et continental. C'est un climat frais aux influences très nuancées, variant d'une forte influence océanique du côté de Nantes, pour devenir plus tempéré dans la région d'Angers et de Tours, puis subir des influences continentales dans le centre, avec des températures sont plus contrastées à l'intérieur, près du Massif central,.

## Vignoble

### Présentation
Ce label est décerné aux vins produits dans une zone qui correspond à la région viticole de la vallée de la Loire. Cette zone couvre 14 départements. Il s'agit de ceux de l'Allier, du Cher, de l'Indre, d'Indre-et-Loire, de Loir-et-Cher, de la Loire-Atlantique, du Loiret, de Maine-et-Loire, de la Nièvre, du Puy-de-Dôme, de la Sarthe, des Deux-Sèvres, de la Vendée et de la Vienne. Il est à souligner que chacun de ces départements a sa propre indication géographique protégée.

Vignobles IGP val-de-loire
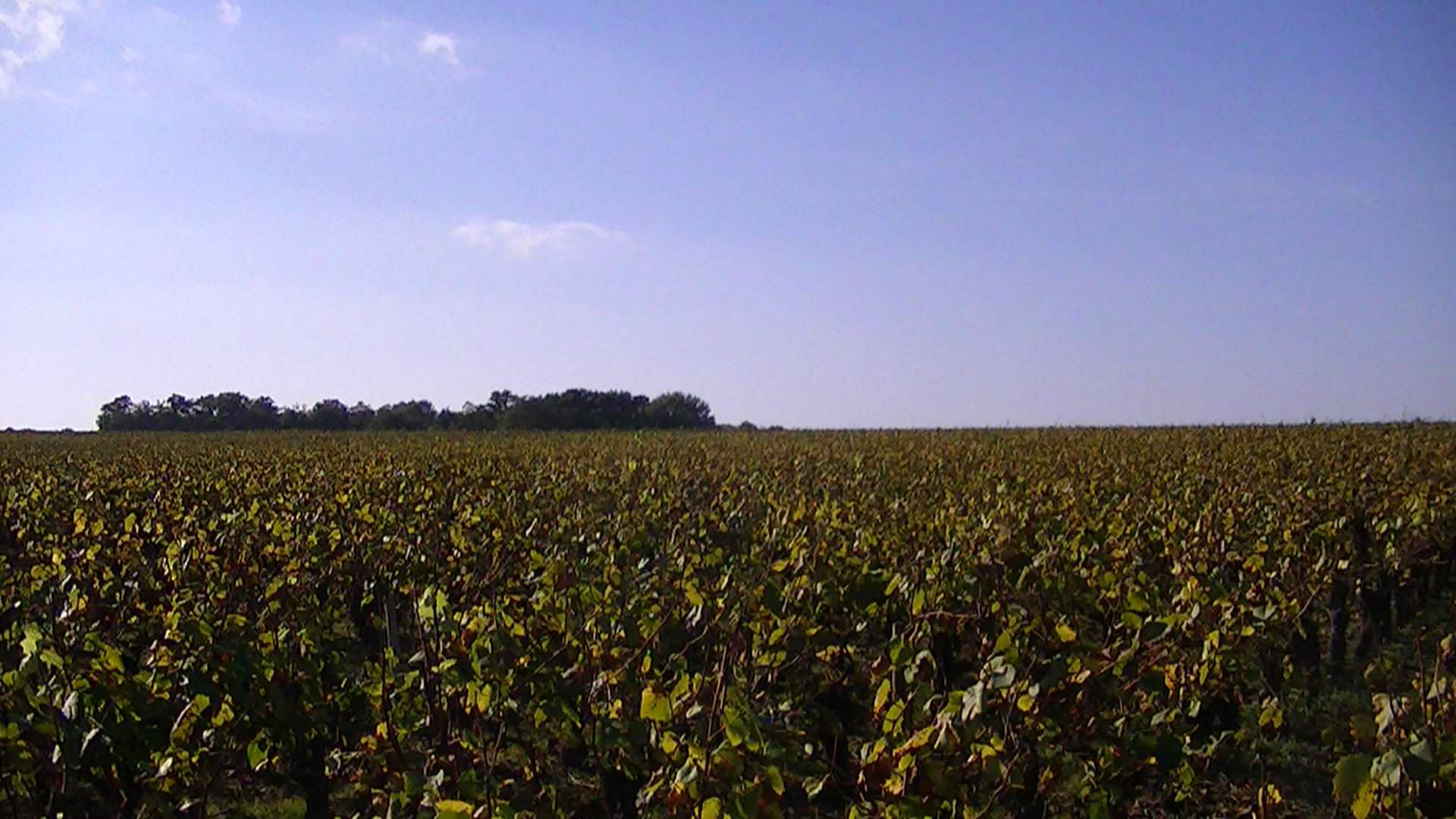
Loire-Atlantique
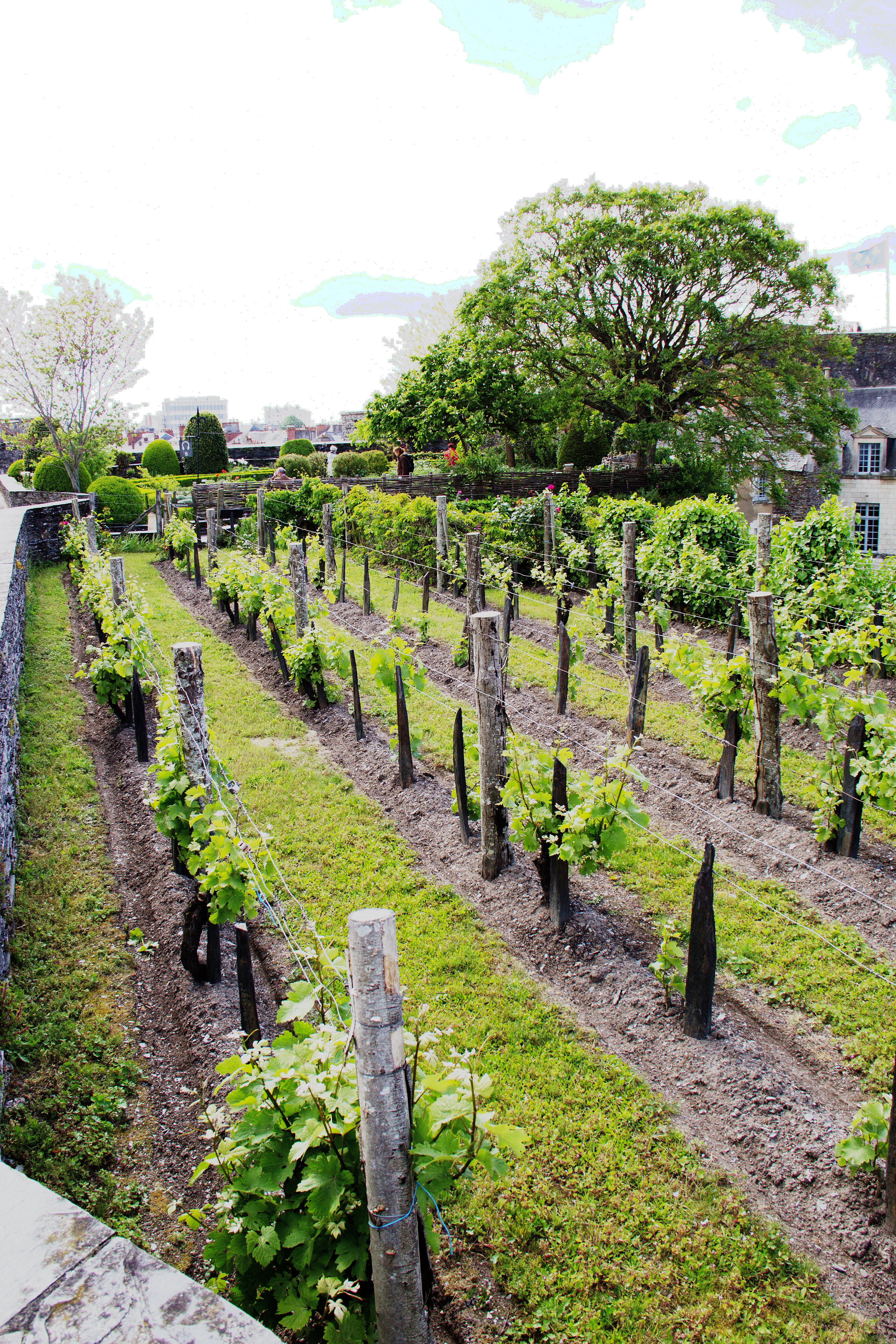
Maine-et-Loire
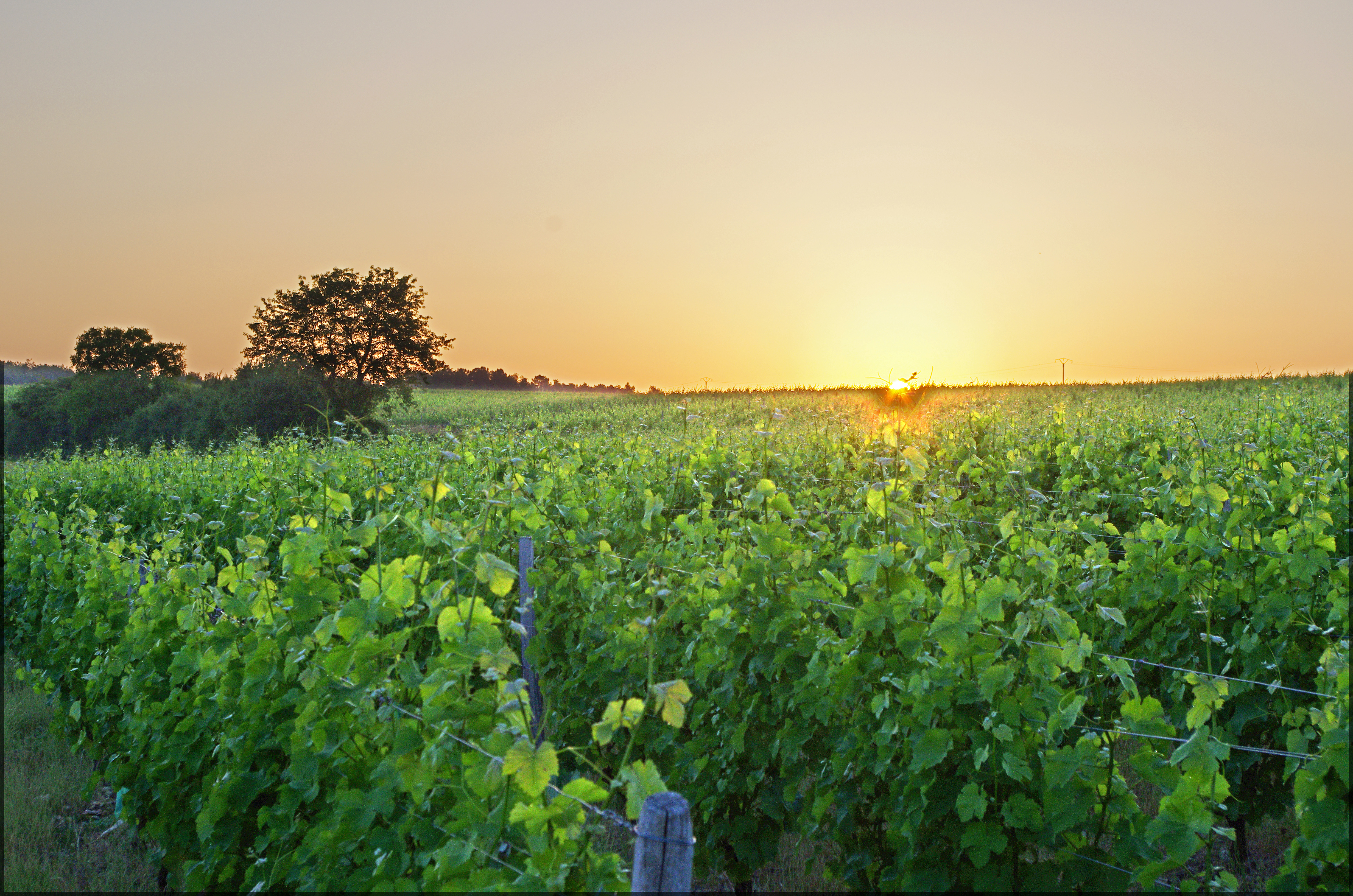
Loir-et-Cher

### Conditions de production
L'IGP est réservée aux seuls vins tranquilles rouges, rosés, gris et blancs. Pour l'ensemble de ces vins, le rendement maximum à l’hectare est fixé à 90 hectolitres. Dans ce cadre, le val-de-loire peut également comporter la mention « primeur » ou « nouveau », quand il est élaboré essentiellement à partir des cépages sauvignon B et gamay N. Ce sont des vins friands, aromatiques et légers.

### Encépagement
L'encépagement est resté traditionnel et bien adapté à la diversité des climats et sols rencontrés dans cette vaste région. Dans ce panel se retrouvent les variétés classiques de la vallée de la Loire comme sauvignon B, chenin B et folle blanche B, pour les cépages blancs, ainsi que gamay R, grolleau R, cabernet-sauvignon R et cabernet franc R en cépages rouges,.
On trouve également en rouge les cépages secondaires : pinot noir, pineau d'Aunis, abouriou, et en blanc, les variétés : grolleau gris, melon de Bourgogne, pinot blanc et arbois.

### Types de vin

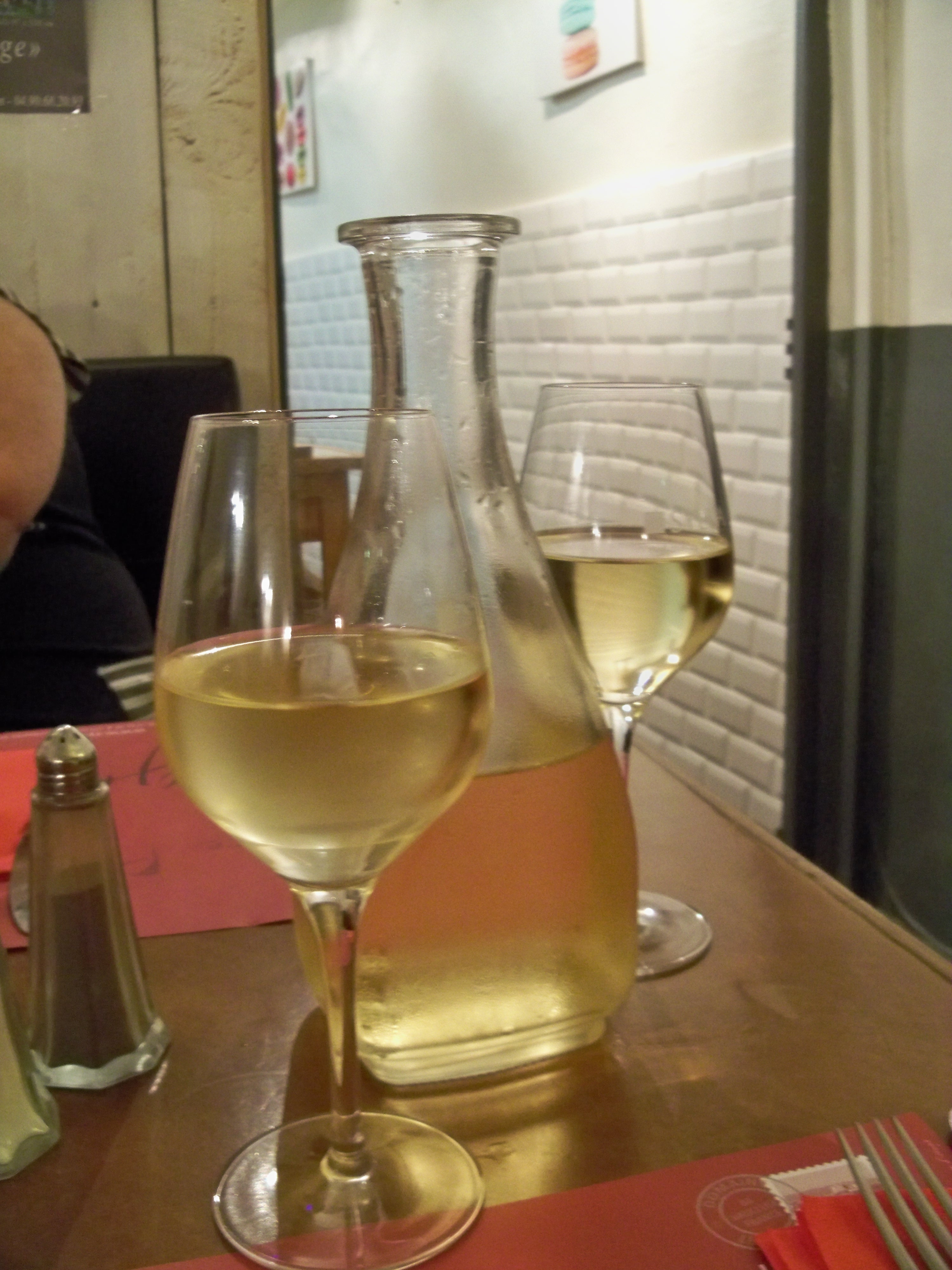
IGP Val-de-loire blanc

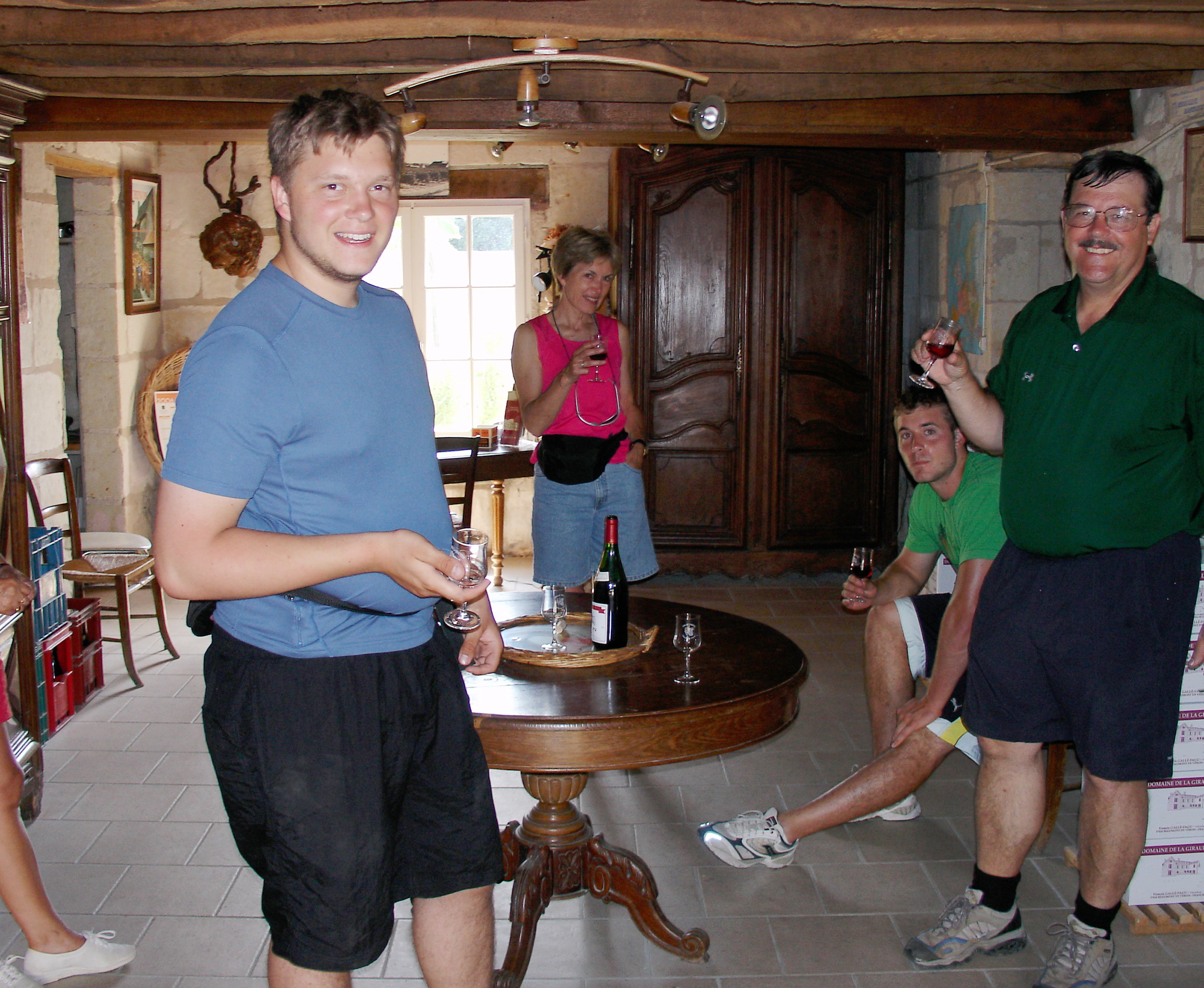
IGP Val-de-Loire, un vin à apprécier en famille

Les blancs représentent 50 % de la production, les rouges 30 % et les rosés 20 %. Les vins blancs sont élaborés essentiellement à base de sauvignon (79 000 hl) et de chardonnay (55 000 hl). Les rouges et les rosés sont majoritairement le sont à partir du cabernet franc et du gamay.
Chaque cépage apporte à l'IGP ses arômes spécifiques. Par exemple, pour les blancs, le chenin offre des vins aux arômes de pomme et de coing, secs et rafraîchissants; le sauvignon dégage des notes minérales, le chardonnay donne des vins aux arômes d’agrumes de pomme et de beurre frais.
Les rouges et les rosés sont caractérisés tant par leurs cépages que par leurs terroirs d'origine : « Le gamay fournit un vin fruité, léger et très gourmand, sur des notes de fruits rouges. Le pinot noir est aussi présent et offre des vins originaux aux notes de cerise et arômes de musc et de cuir. Le cabernet franc fournit des vins puissants avec des tanins bien présents et une palette aromatique allant de la framboise, aux notes florales, et de sous bois ».

### Vin et gastronomie

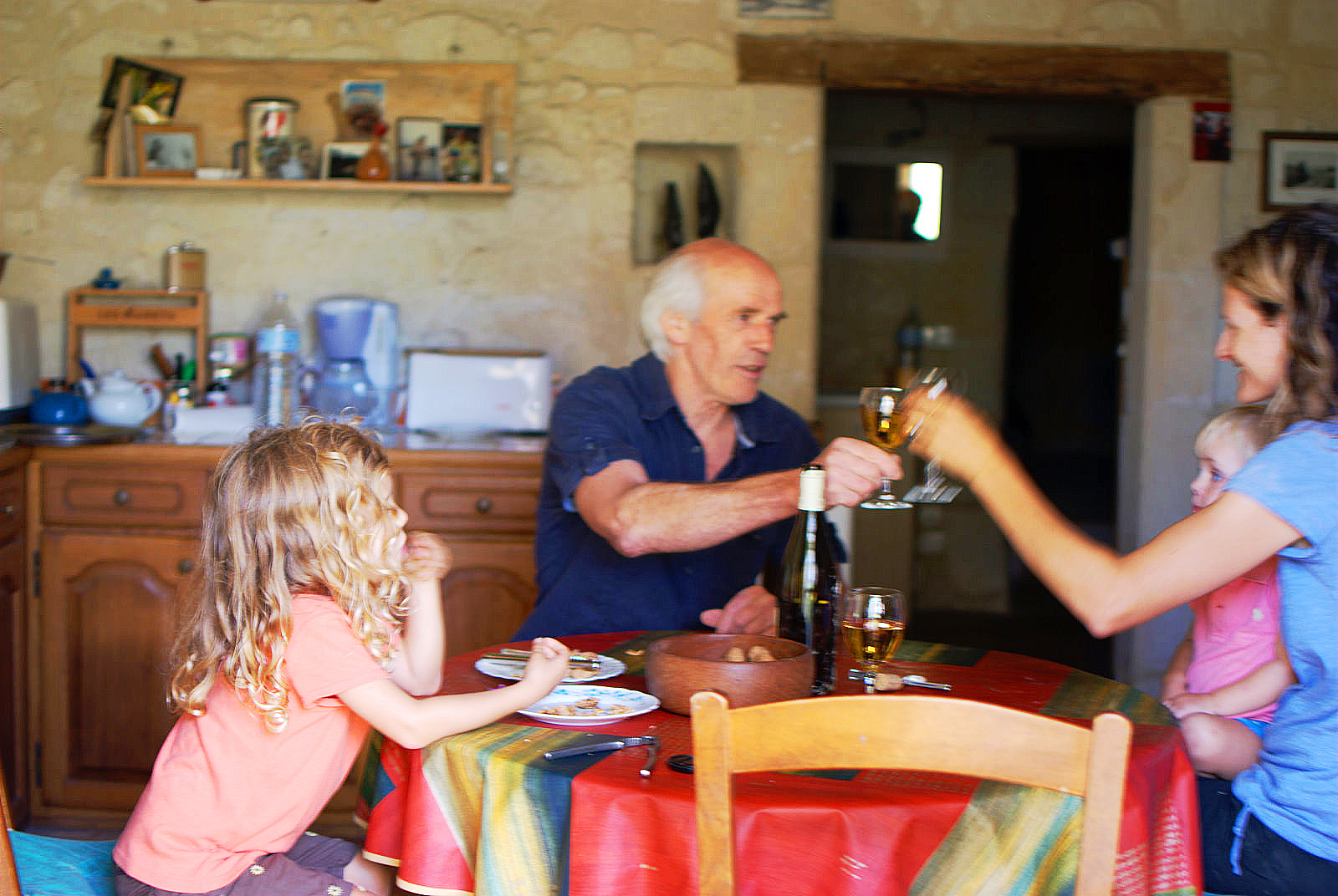
IGP Val-de-Loire, un vin apéritif et à boire à table

Du fait de sa situation septentrionale et son climat tempéré, le val-de-loire se caractérise par la fraîcheur, la vivacité et la finesse de ses vins.
Majoritairement vinifiés en sec, les blancs sont caractérisés par la finesse de leurs arômes fruités et floraux. Ils s'accordent parfaitement avec les fruits de mer et les crustacés, quand ils sont plus ronds, ils accompagnent les poissons en sauce. Ce sont des vins à consommer jeunes à une température allant de 8 à 13 °C.
Les rosés sont des vins légers et rafraîchissant tandis que les rouges, à la structure légère, parfois plus corsée se caractérisent par leur souplesse. Certains, vinifiés à base de pinot N et de cabernet N, sont élaborés pour la garde et peuvent vieillir plus de 5 ans. Ces rouges sont à accorder avec des viandes rouges ou des gibiers, quant aux rosés, ils se marient parfaitement avec les charcuteries et les volailles rôties.

### Production et structure des exploitations
L'IGP val-de-loire rassemble plus de 1600 vignerons, une quinzaine de caves coopératives et une centaine de négociants qui mettent en marché environ 65 millions de bouteilles par an, soit 600 000 d'hectolitres par an.
Ces vins représentent à eux seuls près de 95 % de la production des IGP de la région, ils ont donc un poids économique important au sein de la production viticole du bassin du Val de Loire.